# محور اعداد
در ریاضیات مقدماتی، محور اعداد از یک خط مستقیم درجه‌بندی شده تشکیل شده‌است که نمونه‌ای انتزاعی از مجموعهٔ اعداد حقیقی را ارائه می‌کند. هر نقطه بر روی محور اعداد تنها مطابق با یک عدد از مجموعهٔ اعداد حقیقی فرض می‌شود و بالعکس هر عدد از مجموعهٔ اعداد حقیقی مطابق با یک نقطه بر روی محور اعداد فرض می‌شود.
اغلب اعداد صحیح به صورت نقاطی بر روی محور اعداد با فواصل مساوی مشخص می‌شوند. گرچه تصویر زیر تنها اعداد صحیح مابین اعداد ۹− و ۹ را نشان می‌دهد، با این وجود محور اعداد شامل تمام مجموعه اعداد حقیقی می‌باشد که در دو جهت محور اعداد قابل بسط دادن هستند، همچنین اعداد مابین اعداد صحیح مشخص شده، در تصویر زیر مشخص نشده‌اند که در صورت لزوم می‌توان آن‌ها را تا جایی که مقیاس محور اجازه دهد نمایش داد. از محور اعداد بیشتر به جهت آموزش دادن جمع و تفریق‌های ساده استفاده می‌شود، به‌ویژه زمانی که اعداد مورد نظر شامل اعداد منفی باشند.

نمونه ای از محور اعداد صحیح در بازه اعداد ۹- تا ۹

در ریاضیات پیشرفته، عبارت محور اعداد حقیقی یا محور حقیقی، معمولاً برای توضیحاتی که در بالا ذکر شد، بکار می‌رود؛ یعنی این مفهوم که هر نقطه بر روی محور مستقیم تنها مطابق با یک عدد حقیقی است و بالعکس.

## تعریفی دیگر برای محور اعداد
اصولاً در ریاضیات محور اعداد باید داری ویژگی‌های زیر باشد:
1. از خطی افقی یا قائم (عمودی) یا مایل (مُوَرب یا کَج) ساخته شده باشد.
2. دارای یک مبدأ (نقطه مشخص) باشد که معمولاً با حرف O انگلیسی مشخص می‌شود و عدد صفر به آن اختصاص میابد.
3. در دو طرف نقطه O با یکای (واحد) مشخص، محور اعداد تقسیم‌بندی شده باشد.
4. یک سوی محور مثبت در نظر گرفته می‌شود (معمولاً سمت راست محور) و با یک پیکان مشخص می‌شود که بنام جهت محور شناخته می‌شود، در واقع محور باید جهت داشته باشد.
5. اعداد صحیح مطابق با نقاط مشخص شده با فواصلی با یکای (واحد) مشخص در زیر محور نوشته می‌شوند.

## نمایش اعداد رادیکالی روی محور اعداد
1. مشخص کردن مبدأ حرکت
2. تعیین دو عدد که جمع آن‌ها برابر عدد زیر رادیکال باشد.
3. تعیین جهت حرکت روی محور
4. رسم خط به کمک پرگار

مثال: عدد {\displaystyle 1+{\sqrt {2}}} روی محور اعداد نمایش دهید.
جواب: مبدأ حرکت همان عدد ۱ است و با رسم مثلث قائم‌الزاویه‌ای به اضلاع ۱ و ۱، به وتری با طول {\displaystyle {\sqrt {2}}} رسیده‌ایم.
تنها تفاوت آن با نمونه قبل در جهت حرکت است. چون {\displaystyle {\sqrt {2}}} با ۱ جمع شده‌است، این بار کمانی به اندازه {\displaystyle {\sqrt {2}}} را به سمت راست محور رسم می‌کنیم.

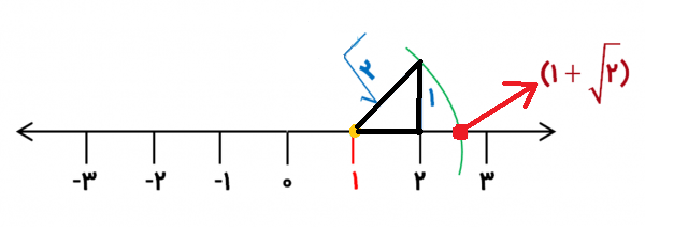
نمایش اعداد رادیکالی روی محور اعداد

## نگارخانه
